# Disuguaglianza di Čebyšëv sulla somma
In matematica, la disuguaglianza di Čebyšëv sulla somma, che porta il nome di Pafnutij L'vovič Čebyšëv, stabilisce che se:
{\displaystyle a_{1}\geq a_{2}\geq \cdots \geq a_{n}\quad ;\quad b_{1}\geq b_{2}\geq \cdots \geq b_{n}}
allora:
{\displaystyle n\sum _{k=1}^{n}a_{k}b_{k}\geq \left(\sum _{k=1}^{n}a_{k}\right)\left(\sum _{k=1}^{n}b_{k}\right)}
In modo simile, se:
{\displaystyle a_{1}\geq a_{2}\geq \cdots \geq a_{n}\quad ;\quad b_{1}\leq b_{2}\leq \cdots \leq b_{n}}
allora:
{\displaystyle n\sum _{k=1}^{n}a_{k}b_{k}\leq \left(\sum _{k=1}^{n}a_{k}\right)\left(\sum _{k=1}^{n}b_{k}\right)}
o meglio:
{\displaystyle {\frac {(a_{1}b_{1}+\cdots +a_{n}b_{n})}{n}}\geq {\frac {(a_{1}+\cdots +a_{n})}{n}}\cdot {\frac {(b_{1}+\cdots +b_{n})}{n}}}

## Dimostrazione
La disuguaglianza di Čebyšëv sulla somma segue dalla disuguaglianza di riarrangiamento. Si supponga di avere:
{\displaystyle a_{1}\geq a_{2}\geq \cdots \geq a_{n}\quad ;\quad b_{1}\geq b_{2}\geq \cdots \geq b_{n}}
per la disuguaglianza di riarrangiamento si ha che:
{\displaystyle a_{1}b_{1}+\cdots +a_{n}b_{n}}
è il valore massimo che assume il prodotto scalare fra le due sequenze. Dunque:
{\displaystyle a_{1}b_{1}+\cdots +a_{n}b_{n}=a_{1}b_{1}+\cdots +a_{n}b_{n}}
{\displaystyle a_{1}b_{1}+\cdots +a_{n}b_{n}\geq a_{1}b_{2}+a_{2}b_{3}+\cdots +a_{n}b_{1}}
{\displaystyle a_{1}b_{1}+\cdots +a_{n}b_{n}\geq a_{1}b_{3}+a_{2}b_{4}+\cdots +a_{n}b_{2}}
{\displaystyle \cdots }
{\displaystyle a_{1}b_{1}+\cdots +a_{n}b_{n}\geq a_{1}b_{n}+\cdots +a_{n}b_{n-1}}
sommando tutte queste disuguaglianze si ottiene:
{\displaystyle n(a_{1}b_{1}+\cdots +a_{n}b_{n})\geq (a_{1}+\cdots +a_{n})(b_{1}+\cdots +b_{n})}
e dividendo per {\displaystyle n^{2}}:
{\displaystyle {\frac {(a_{1}b_{1}+\cdots +a_{n}b_{n})}{n}}\geq {\frac {(a_{1}+\cdots +a_{n})}{n}}\cdot {\frac {(b_{1}+\cdots +b_{n})}{n}}}

## Disuguaglianza sulle funzioni
Esiste inoltre una versione continua della disuguaglianza di Čebyšëv: se {\displaystyle f} e {\displaystyle g} sono funzioni reali ed integrabili in {\displaystyle [0,1]}, entrambe crescenti o entrambe decrescenti, allora:
{\displaystyle \int fg\geq \int f\int g}
Questo può essere generalizzato ad integrali in qualsiasi altro spazio, come anche a prodotti numerabili di integrali.